# أروية الثلج
أُرْويَّة الثلج أو ضأن الثلج أو كبش الجبال الصخرية السيبيري أو (الاسم العلمي: Ovis nivicola)، نوع من الضأن المناطق الجبلية في شمال شرق سيبيريا. أحد نويعاته، أروية بُتورانة (Ovis nivicola borealis)، تعيش معزولة عن الأشكال الأخرى في هضبة بُوتورانة.

## سلالاته
- Kolyma snow sheep, O. n. ssp[بحاجة لمصدر]
- Koryak snow sheep, O. n. koriakorum
- Okhotsk snow sheep, O. n. alleni
- Yakutian snow sheep, O. n. lydekkeri
- Kamchatkan snow sheep, O. n. nivicola
- Putorana snow sheep, O. n. borealis
- Chukotka snow sheep, O. n. tschuktschorum[4]